# Schubkaplawaaimaker
De schubkaplawaaimaker (ook wel witkoproodborsttapuit, Cossypha albicapillus) is een kleine insectenetende vogel die voorkomt in Afrika.

## Kenmerken
De vogel is 23 tot 27 cm lang en weegt 53 tot 65 g. De vogel lijkt sterk op de witkruinlawaaimaker (C. niveicapilla), maar is veel groter en heeft een langere staart en verder loopt het oranjebruin van de borst niet door tot de hals. De vogel is geheel bruinzwart van boven met een schubbenpatroon in het verenkleed. De staart is ook donker, met oranjebruine buitenste staartpennen. Kenmerkend is de witte kruin en wenkbrauwstreep. De vogel is van onder oranjebruin. De snavel en de poten zijn zwart.

## Verspreiding en leefgebied
Er zijn drie ondersoorten:
- C. a. albicapillus (Senegal en Gambia tot Noordoost-Guinee)
- C. a. giffardi (Zuid-Mali en Noord-Ivoorkust tot Noord-Kameroen en Zuid-Tsjaad)
- C. a. omoensis (Zuidoost-Soedan en Zuidwest-Ethiopië)

De vogel komt voor in de ondergroei van bossen, meestal half open bos in savannegebieden, dicht riviergeleidend bos met struikgewas, verlaten plantages en tuinen met veel schaduw en ondergroei. Meestal in laagland tot 950 m. De ondersoort C. a. omoensis komt ook voor in rotsig heuvelland tot op 1500 m boven de zeespiegel.

## Status
De grootte van de populatie is niet gekwantificeerd. Er is geen aanleiding te veronderstellen dat de soort in aantal achteruit gaat. Om deze reden staat de schubkaplawaaimaker als niet bedreigd op de Rode Lijst van de IUCN.